# Zincirliköprü, Rize
Zincirliköprü là một xã thuộc thành phố Rize, tỉnh Rize, Thổ Nhĩ Kỳ. Dân số thời điểm năm 2010 là 564 người.